# Anne Van Opstal
Anne Van Opstal (Turnhout, 16 mei 1986) is een Belgische actrice en zangeres die vooral bekendheid verwierf voor de vrouwelijke hoofdrol in de musical Dans der Vampieren die van 5 september 2010 tot en met 24 oktober 2010 te zien was in Antwerpen.

## Biografie
Na het Algemeen Secundair Onderwijs (Klein Seminarie Hoogstraten) volgde Van Opstal de vooropleiding musicaltheater aan de Kunsthumaniora in Antwerpen. Vervolgens schreef ze zich in bij de Fontys Dansacademie, waar ze de richting musicaltheater volgde onder leiding van Linda Lepomme. In 2009 studeerde ze hier af. Ze volgde tevens zang- en danslessen in New York (Broadway Dance center en Steps on Broadway) en nam deel aan een musicalstage in Londen (London Studio Center). In Nederland volgde ze workshops van o.a. Jon van Eerd. Tijdens haar opleiding was ze te zien in schoolproducties als Girlfriends van Howard Goodall en in voorstellingen op het Theaterfestival in Maastricht en De Efteling, maar ook in de professionele productie Cabaret als Lulu, die in het seizoen 2008 / 2009 door Nederland heeft getoerd, met een enkel uitstapje naar Vlaanderen. In 2009 liep Van Opstal warm voor haar rol in Dans der Vampieren, echter vanwege problemen bij het verkrijgen van subsidies werden de voorstellingen in 2009 geannuleerd, maar konden gelukkig in het najaar van 2010 toch doorgang vinden.

## Theater
- Siske & Wuske in het Parodie Paradijs (YellowBrickRoadies, 2008)
- Girlfriends (Fontys, 2008)
- Cabaret (De Graaf en Cornelissen, 2009) - Lulu
- Dans der Vampieren (Musical van Vlaanderen, 2010) - Sarah
- Raad eens hoeveel ik van je hou (kleutermusical, 2011) - vertelster
- Fiddler on the Roof (Musical van Vlaanderen, 2011) - Hodel
- Het geheime dagboek van Jane Parker (paardenshow Bobbejaanland, 2012) - Sara Parker
- De Sint Komt Thuis theatershow (Musichall ism Anymedia, 2012, 2013) - Anneleentje
- Doornroosje (Musical, 2014) - Doornroosje
- Disney Channel Zomertour
- Assepoester (Musical, 2015) - Assepoester
- Tiresias (2017)
- De Sinksenfoor (2018)

## Film
- 2012: De Lorax en het Verdwenen Bos - Stem van Audrey

## Media
Ter promotie van de musical Dans der Vampieren verscheen in september 2010 een cd-single met hierop een studio-opname van de nummers Totale Duisternis, gezongen door Van Opstal en haar tegenspeler Hans Peter Janssens, alsmede Ontembare Begeerte, gezongen door Janssens. Tevens verscheen een cd met hierop een live-opname van de musical, uiteraard is Van Opstal hierop te horen.
Anne heeft ook de single ‘Applejack’ uitgebracht als Anna West.